# Comastoma pseudopulmonarium
Comastoma pseudopulmonarium är en gentianaväxtart som beskrevs av S. Omer. Comastoma pseudopulmonarium ingår i släktet lappgentianor, och familjen gentianaväxter. Inga underarter finns listade i Catalogue of Life.